# Тони Рамос
Антониу де Карвальо Барбоза (порт.-браз. Antônio de Carvalho Barbosa), более известный как Тони Рамос (порт.-браз. Tony Ramos, род. 25 августа 1948, Арапонгас, Парана) — бразильский актёр, режиссёр, продюсер, сценарист и телеведущий. Член совета Культурной ассоциации епархии архиепископа Рио-де-Жанейро, выполняющий функции советника по культурным манифестациям.

## Биография
Родился 25 августа 1948 года в городке Арапонгас недалеко от Сан-Паулу. С детских лет мечтая об актёрской карьере, принимал участие в любительских театральных представлениях. В возрасте 14 лет принял участие в конкурсе «Молодые таланты» и получил роль в своей первой теленовелле. Из-за неблагозвучного имени Антониу де Карвальо Барбоза в начале карьеры взял псевдоним «Тони Рамос». С этого началась его карьера на телевидении, где Тони Рамос принял участие во многих проектах, а также был ведущим передачи «Вам Решать». Также Тони Рамос снимается в кино и играет в театре, но признается, что телевидение играет в его жизни первостепенную роль.

## Семья
Жена — Лидиане Барбоза, сын Родригу, дочь Андрея.

## Фильмография

### Телевидение
- 2023 — Земля и страсть — Антонио Ла Селва
- 2018 — Седьмой хранитель — Олаву де Арагао Дуарте
- 2015 — Правила игры — Зе Мария
- 2014 — Ребус — Карлос Брага Видал
- 2012 — Проспект Бразилии — Женезиу
- 2010 — Страсть — Антонио Маттоли
- 2009 — Дороги Индии — Опаш
- 2007 — Тропический рай — Антенор Кавальканти
- 2005 — Дорога (Mad Maria)
- 2005 — Belíssima —  Никос Петракис
- 2004 — Cabocla
- 2003 — Женщины в любви —  Тео
- 2001 — Клон —  новый возлюбленный Маизы
- 2001 — As Filhas da Mãe
- 2000 — Семейные узы (Laços de Família) —  Мигел
- 1998 — Вавилонская башня (Torre de Babel) —  Жозе Клементино да Силва
- 1996 — Мой ангел (Anjo de Mim)
- 1995 — Новая жертва (A Próxima Vítima) —  Жука Местьери
- 1993 — Olho no Olho —  Гуидо
- 1991 — Счастье —  Алваро
- 1991 — Улыбка ящерицы —  Жуао
- 1990 — Rainha da Sucata — Эдуардо
- 1988 — Primo Basílio, O — Хорхе
- 1988 — Bebê a Bordo — Тонико

### Кинематограф
- 1968 — O Pequeno Mundo de Marcos
- 1971 — Diabólicos Herdeiros
- 1976 — Ninguém Segura Essas Mulheres
- 1984 — Noites do Sertão
- 1987 — Leila Diniz
- 1989 — Minas-Texas
- 1997 — O Noviço Rebelde
- 1997 — Pequeno Dicionário Amoroso
- 2001 — Наследство
- 2001 — Bufo & Spallanzani
- 2002 — Era Uma Vez… no Brasil
- 2006 — Se Eu Fosse Você
- 2008 — Se Eu Fosse Você 2
- 2009 — Tempos de Paz
- 2010 — Chico Xavier
- 2014 — Жетулиу
- 2016 — Quase Memória
- 2017 — Chocante
- 2021 — 45 do Segundo Tempo

## Награды и премии
- 2001 — Фестиваль латиноамериканского кино в Gramado — как лучший актёр
- 2003 — Бразильская Премия Качества — 2003 — как лучший драматический театральный актёр и как лучший актёр телевизионной драматургии